# زاكسنهايم
زاكسنهايم (بالألمانية: Sachsenheim) هي مدينة وبلدة ألمانية تقع في ألمانيا في لودفيغسبورغ. يقدر عدد سكانها بـ 17,313 نسمة .

## المدن التوأمة
مدن فالريس ومونتيجنوسو هي مدن توأمة لـزاكسنهايم.